# United Kennel Club
El United Kennel Club (o UKC) és el registre de races de gossos més gran dels Estats Units i el segon més gran del món. Segons el lloc web, realitzen 250.000 registres per any. La UKC no és part de l'Organització Internacional Canina, Federació Cinològica Internacional, com ho són els clubs de la majoria dels altres països.
El UKC va ser fundat per Chauncey Z. Bennett el 1898. Bennett va fundar el club per tal de proporcionar un registre de gossos basat en la seva utilitat, en contraposició amb l'èmfasi que posa l'American Kennel Club a l'exposició canina. Alguns detractors afirmen que el club es va crear originalment per tal que el fundador pogués registrar el seu gos, un American Pit Bull Terrier.
Bennett va concebre i promoure el concepte de gos "total", és a dir, un gos útil per a l'home al mateix temps que bonic, en el qual la intel·ligència i la capacitat de treball és tan important com la conformació de la raça. Bennett va trobar acceptació entre els amos de gossos de pastura i els de caça. El UKC va ser innovador en l'organització de concursos i l'ús de proves d'ADN per establir paternitat. Amb el temps el club es va expandir a altres àrees, incloent-hi els gossos d'esport i, més recentment, patrocina mostres i competicions de bellesa, obediència, caça i agilitat. El UKC ha suposat un desafiament suficient per a la quota de mercat perquè el AKC hagi estès el seu àmbit a altres àrees relacionades amb els gossos (nutrició, cura, comportament, salut...).
Fundat el 1898 als Estats Units, compten amb uns 300.000 socis i, actualment, és el segon registre més antic de races de gos als Estats Units. Organitzen multitud de programes i exhibicions d'obediència, agilitat, esports per a gossos, proves de caça, etc. al llarg del territori nord-americà.